# Oceanites
Oceanites es un género de aves de la familia Oceanitidae. Las especies de este género son conocidas vulgarmente con el nombre de paíños, golondrinas de mar, petreles de las tormentas, o pamperitos.
Su hábitat natural son las aguas de la alta mar, ya que son aves marinas pelágicas, las que viven todo el año en el océano, generalmente lejos de las costas, a las que se aproximan sólo en la época reproductiva.

## Taxonomía
Este género fue descrito originalmente en conjunto por los ornitólogos y naturalistas alemanes Johann Heinrich Blasius y Alexander von Keyserling, en el año 1840. El nombre del género es de etimología griega, procede del nombre en griego de las oceánides, las ninfas hijas de los dioses Océano y Tetis.

### Especies
Este género se subdivide, según los autores, en tres o cuatro especies, ya que una de sus especies, O. maorianus, se incluye habitualmente en el género Fregetta:
- Oceanites gracilis - paíño de Elliot;
- Oceanites oceanicus - paíño de Wilson;
- Oceanites maorianus - paíño de Nueva Zelanda;
- Oceanites pincoyae[6] - paíño pincoya.